# Meinborn
Meinborn là một đô thị ở huyện Neuwied, bang Rheinland-Pfalz, nước Đức. Đô thị Meinborn có diện tích 4,39 km².